# Khowar
Khowar (gespr.: 'Kowar, nicht Chowar mit ch; dieses Wort bedeutet in Khowar „arm, zur Unterschicht gehörend“) ist eine indogermanische Sprache, die im Norden Pakistans gesprochen wird. Sie bildet gemeinsam mit der benachbarten Sprache Kalasha-mun die Chitral-Subgruppe des dardischen Zweigs der indoarischen Sprachen.

## Bezeichnung und Verbreitung
Die benachbarten Paschtunen nennen die Sprache und ihre Sprecher „Kashkari“, die Kalasha nennen sie „Patu“, die im benachbarten Gilgit lebenden Shina „Arinah“. „Khowar“ bedeutet: Sprache der Kho, es ist die Muttersprache der Ethnie Kho, die im nördlichen Teil Chitrals („Oberes Chitral“) beheimatet ist und bis 1969 den Fürsten (genannt Mehtar) von Chitral stellte. Im oberen Chitral wird sie fast ausschließlich gesprochen (mit Ausnahme einer kleinen Gruppe von Sprechern des iranischen Wakhi); im südlichen Teil Chitrals („Unteres Chitral“) werden außerdem neun andere Sprachen gesprochen. Das Verbreitungsgebiet endet südlich der Stadt Drosh im Tal des Flusses Chitral. Kleinere Gruppen von Khowar-Sprechern leben im Distrikt Swat und im westlichen Teil Gilgits. Das Gebiet des Distrikts Chitral ist vom südlicheren Pakistan aus nur über den im Winter unpassierbaren Lowari-Pass erreichbar, ferner über das Tal des Flusses Chitral (in Afghanistan: Kunar) von Afghanistan aus; von Norden aus erreicht man es über den Shandur-Pass. Aufgrund der schweren Zugänglichkeit des Sprachgebiets bewahrte das Khowar einen archaischeren Charakter als die meisten anderen indoarischen Sprachen.

## Laute und Grammatik
Im Khowar gibt es 39 Konsonanten und fünf Vokale. Die labialen Konsonanten sind p, ph, b, f, w, m; Apikale: t, th, d, s, z, n, l, r; apikale Affrikate: ts, tsh, dz; Retroflexe: T, Th, D, Sh, Zh, L; retroflexe Affrikate: C, Ch, J; Palatale: c, ch, j, sh, zh, y; Velare: k, kh, g, x, gh, Subvelare: q, h. Die Vokale sind a, e, i, o, u. Anders als in den meisten indoarischen Sprachen werden auch „unbeseelte“ Substantive mit sechs Fällen flektiert. Lehnworte wurden insbesondere aus dem Persischen aufgenommen; Morgenstierne (1936) unterscheidet hier vier Gruppen:
1. aus dem modernen Persisch
2. aus verschiedenen mitteliranischen Sprachen
3. aus verschiedenen Pamir-Dialekten
4. aus einer undefinierbaren oder unbekannten iranischen Sprache

## Soziolinguistische Situation
Als Muttersprache der in Chitral politisch dominierenden Ethnie wurde Khowar zur lingua franca des Fürstentums. Als Sprache des Fürstenhauses genoss es ein hohes Prestige. Unter den Adligen Chitrals war es üblich, die Kinder zu einer Pflegemutter in eine befreundete Familie in einem anderen Teil des Landes zu geben. Ferner wurden Heiraten meist zwischen entfernt voneinander lebenden Familien arrangiert, die Braut zog in das Haus des Ehemanns. Das wirkte zugunsten einer einheitlichen Sprache. Bei einer 1989 vorgenommenen Untersuchung wurden trotzdem verschiedene Dialekte festgestellt, über deren Richtigkeit und Nähe zur Hochsprache teilweise heftige Kontroversen geführt werden:
1. die Stadt Chitral und Drosh
2. Torkhow und Mulkhow
3. Biyar (das größte Tal Mastujs)
4. Lotkoh, Karimabad und Arkari
5. Laspur (in der Nähe des Shandur-Passes)
6. Ghizar und Yasin außerhalb Chitrals

In seinem Verbreitungsbereich wird Khowar im häuslichen und dörflichen Alltag gesprochen. Im Schulunterricht wird es bis zur 9. oder 10. Klasse von den Lehrern verwendet, weil die meisten Schüler kein Urdu verstehen, es ist jedoch kein Unterrichtsfach; auch Freitagspredigten werden in vielen Gemeinden in Khowar abgehalten. Verwendung findet die Sprache auch bei Sportveranstaltungen, z. B. buDi dik (Chitrali-Cricket), Polo- oder Fußballturnieren. Es gibt eine reichhaltige Tradition von Gedichten und Liedern und Erzählungen (shilogh), die bei geselligen Zusammenkünften (mushaira) zu verschiedenen Instrumenten, vor allem der Sitar, gesungen oder von den Frauen bei gemeinsamer Arbeit erzählt werden, die Lieder werden auch auf Audiocassetten vertrieben. Als Zweitsprache wird Khowar von Angehörigen kleinerer Sprachgruppen in Chitral verwendet. Auf den größeren Basaren in den Städten Chitral und Drosh wird seit Beginn der 1980er Jahre, bedingt durch den Zustrom von Flüchtlingen aus Afghanistan, neben Khowar zunehmend auch Paschtu gesprochen. Die meisten Kho sind stolz auf ihre klangvolle, melodische Sprache, die auch vom guten Image der Chitralis als ehrliche, zivilisierte und friedliche Menschen im übrigen Pakistan profitiert.

## Sprachpflege und Verschriftlichung
Trotz seiner Rolle als Sprache des Herrscherhauses wurde Khowar erst in den 1950er Jahren verschriftlicht, bis dahin wurde im Schriftverkehr Farsi verwendet. Zur Zeit der britischen Kolonialherrschaft wurde ein Programm für nach Chitral kommandierte Offiziere eingerichtet, die Sprache unter Anleitung eines Khowar-Muttersprachlers zu erlernen; der erfolgreiche Abschluss des Programms wurde mit einem Stipendium belohnt. In Pakistan ist das Programm zwar formal noch in Kraft, wird jedoch nicht mehr durchgeführt. Nach der Unabhängigkeit wurde das in arabisch-persischen Lettern geschriebene Urdu Nationalsprache, Unterricht in anderen Sprachen ist zwar erlaubt, wird aber mit Blick auf die nationale Einheit nur restriktiv bewilligt. Die Verschriftlichung der Sprache wurde maßgeblich vom letzten Mehtar Chitrals, Prinz Hisam Ul-Mulk, und seinem Sohn Samsam Ul-Mulk, der die erste Khowar-Grammatik verfasste, betrieben; Hisam Ul-Mulk stand hierbei in Briefkontakt mit dem norwegischen Sprachwissenschaftler Morgenstierne, der bei der Erforschung der Sprachen in Nordpakistan Pionierarbeit leistete. Zur Kodifizierung und Pflege der Sprache gründeten die beiden Prinzen 1956 die Gesellschaft Anjuman-e-Taraqqi Khowar. Zunächst wurde eine Verschriftlichung in lateinischen Buchstaben erwogen, in denen sich die Sprache nach Meinung Hisam Ul-Mulks erheblich besser schreiben ließ. Aus technischen, religiösen und politischen Gründen wurde dies aber verworfen. Das auf dem arabischen basierende Urdu-Alphabet wurde um sechs Buchstaben zur Schreibung der Khowar-spezifischen Umlaute /J/, /Sh/, /C/, /Zh/, /ts/ und /dz/ erweitert. Heute werden in Khowar Zeitschriften gedruckt und Rundfunkprogramme gesendet.
Auswärtige Studien über Khowar wurden verfasst von Leitner (1870), Biddulph (1880), O’Brien (1895), Grierson (1919), Buddruss (1965–1980) und Elena Bashir (1990). Der bei weitem wichtigste Sprachforscher war der Norweger Georg Morgenstierne (1892–1978).